# 酔画仙
『酔画仙』（すいがせん、原題：취화선、英題：Chihwaseon）は、2002年公開の韓国映画。
イム・グォンテク監督作品。韓国での観客動員は100万人。2002年カンヌ国際映画祭監督賞、第23回青龍賞最優秀作品賞、監督賞、撮影賞受賞。

## あらすじ
李氏朝鮮後期の画家・張承業の生涯を描いた作品。

## キャスト
- チャン・スンオプ：チェ・ミンシク
- キム・ビョンムン：アン・ソンギ
- ソウン：ソン・イェジン
- メヒャン：ユ・ホジョン
- ジノン：キム・ヨジン
- イ・ウンホン：ハン・ミョング
- 若き日のチャン・スンオプ：チョン・テウ
- 幼き日のチャン・スンオプ：チェ・ジョンソン

## スタッフ
- 監督：イム・グォンテク
- 企画：イ・テオン
- 製作：イ・テオン
- 脚本：イム・グォンテク 、 キム・ヨンオク
- 原作：ミン・ビュンサン
- 撮影：チョン・イルソン
- 編集：パク・スンダク
- 音楽：キム・ヨンドン
- 衣装（デザイン）：リ・ヘラン

## 受賞歴
- 2002年 カンヌ国際映画祭 監督賞
- 2002年 青龍映画賞 優秀作品賞 監督賞 撮影賞
- 第49回(2002)カンヌ国際広告祭フィルム・イベント・プロモーション部門銀賞

## DVD・書籍
- DVD  JAN：4907953008885 （2005年11月25日発売）

## 逸話
長編映画がカンヌ国際映画祭で受賞したのは韓国映画史上初。監督自らがシナリオを執筆し、キム・ヨンオク教授が脚色を担当。